# Apia International Sydney 2017
Das Apia International Sydney 2017 war ein Tennisturnier der WTA Tour 2017 für Damen sowie eines Tennisturniers der ATP World Tour 2017 für Herren, welche zeitgleich vom 8. bis 14. Januar 2017 in Sydney stattfanden.

## Herrenturnier
→ Qualifikation: Apia International Sydney 2017/Herren/Qualifikation

## Damenturnier
→ Qualifikation: Apia International Sydney 2017/Damen/Qualifikation